# Hieracium pseudodolichaetum
Hieracium pseudodolichaetum là một loài thực vật có hoa trong họ Cúc. Loài này được (Benz & Zahn) Zahn mô tả khoa học đầu tiên năm 1921.